# Абдуллино (Караидельский район)
Абдуллино (баш. Абдулла) — деревня в Караидельском районе Башкортостана, входит в состав Караярского сельсовета.

## Географическое положение
Деревня расположена в устье реки Юрюзани, на берегу Павловского водохранилища. Вдоль деревни протекает река Большая Бердяшка, которая впадает в реку Юрюзань.
Расстояние до:
- районного центра (Караидель): 20 км,
- центра сельсовета (Караяр): 5 км,
- ближайшей ж/д станции (Щучье Озеро): 195 км.

## История
Д. Абдуллино (Бердяш) при pp. Бердяш, Юрюзань возникла в 1834-1836 гг. Ее основали жители деревень Старый Акбуляк, Якупово. В итоге, в 1836 г. население новой деревни состояло из 68 мужчин и 70 женщин. В 1859 г. в 49 дворах учтено 355 чел. Все - вотчинники. Деревня называлась Новое Абдуллино.
Деревня Старый Акбуляк это вотчинная земля башкир из рода Унлар. Названа деревня в честь Акбуляка (Буляк) Якупова, сына «верного» правительству старшины Су-Унларской волости. В восстании Салавата Юлаева участвовало двое его сыновей Акбуляк и Халил. Был и третий сын Юсуп (1785-1852 гг.).
Халил Якупов был убит по приказу пугачевского командира Ивана Зарубина в Чесноковке по обвинению в незаконном аресте жителей Красноуфимской крепости.  Буляк Якупов со своим отрядом участвовал в сражениях с командой секунд-майора Отто фон Дуве и взятии города Бирска. 27 мая 1774 г. указанный офицер докладывал, что «толпа злодейская находилась под предводительством старшин башкирских: деревни Байки Буляка Якупова, да Ирехтинской и Кигазинской волостей Араслан Арангулов и Аладин».
Как мы видим деревни Караидельского района названы в честь ярких представителей рода Унлар (Якупово, Акбуляково, Халилево). Буляк Якупов упоминается как житель деревни Байки (современная деревня Байки была основана русскими в начале 19 века, в честь одноименной реки), то есть скорее всего так называлась деревни их отца Якупово, которое при жизни или после его смерти стали именовать его именем. На карте 1755 года деревни Якупово или Байки нет, но на его месте отмечена деревня Чинмурзино, очевидно названное в честь отца Якупа Чинмурзы Етиева (Сетеев). Башкирские деревни часто меняли свои названия в честь старшин проживавших там. Например, деревня Сайраново в Ишимбайском района именуется в честь старшины Сайрана Сеитова, до этого она называлась Сеитова, Муталлапово, Кучуково (все были предками Сайрана и старшинами Юрматинской волости). 
Отец Якупа Чинмурза Етиева (Сетеев), также старшина Унларской (Суунларской) волости. Родоначальник рода Етий «по царскому указу и грамоте» получил подтвердительную грамоту на вотчинную землю племени Унлар в 1702 г. Подрод Шамекей.
Результаты исследования образцов представителей рода Унлар показали, что все без исключения прогенотипированные образцы принадлежат генетическим родственникам, хотя и не близким, в любом случае общий предок жил более 500 лет назад. Но в ДНК-генеалогии уже стало правилом считать представителями одного рода и генетическими родственниками людей, чей предок по мужской линии жил 1 200 лет назад или еще ближе к нашим временам. Так же исследование ДНК образцов подтвердило родство с потомками башкирского хана Майкы бия. 

## Население
| 2002 | 2009 | 2010 |
| ---- | ---- | ---- |
| 617  | ↘463 | ↗612 |

Национальный состав
Согласно переписи 2002 года, преобладающая национальность — башкиры (94 %).

## Известные уроженцы
- Фазлыева, Раиса Мугатасимовна (родилась 25.2.1937, д. Абдуллино Караидельского района БАССР) — терапевт, доктор медицинских наук (1988), профессор (1980), заслуженный деятель науки Российской Федерации (2000), заслуженный врач Республики Башкортостан (1992), академик РАЕ.